# Districtul Maracha-Terego
Districtul Maracha-Terego este una dintre cele 80 unități administrativ-teritoriale de gradul I ale Ugandei.